# مفتش اعظم
«مفتش اعظم» یک داستان در داستان است که در برادران کارامازوف، رمان فیودور داستایفسکی، از زبان یکی از شخصیت‌ها به نام ایوان کارامازوف، نقل شده‌است. این قسمت از رمان بیانگرِ طغیان ایوان کارامازوف علیه دنیایی است که خدا ایجاد کرده‌. در دوره‌ای که داستایفسکی این بخش را می‌نوشت، نامه‌هایی را برای سردبیرش ارسال می‌کرد که تصویری از اهداف ایدئولوژیک و هنری او ارائه می‌دهند. 
چاپ رمان همزمان با ناآرامی و ترور (از جمله ترور ناموفق رئیس پلیس مخفی و تزار) در روسیه بود؛ داستایفسکی و تورگنیف نماد دو رویکرد به مناظرهٔ بزرگی بودند که در میان قشر تحصیل‌کرده و در واکنش به این فضا در جریان بود. به همین علت، دو بخش از رمان، اهمیت ویژه‌ای پیدا کرد؛ یکی بخش «شورش» ایوان و دیگری، افسانه مفتش اعظم. داستایفسکی را (در کنار نیچه) می‌توان نقطه اوج سنت رمانتیکی در نظر گرفت که به خدا معترضند و جانب انسانیت رنج‌دیده را می‌گیرند. برادران کارامازوف بیانی کلاسیک از موضوعی است که از زمان یادداشت‌های زیرزمینی ذهن داستایفسکی را به خود مشغول کرده بود؛ ناسازگاری عقل و ایمان مسیحی. این تضاد در کتاب‌های ۵ و ۶ در جایگاه مرکز ایدئولوژیک رمان قرار می‌گیرد. داستایفسکی کل کتاب را پاسخی به مفتش اعظم دانسته‌است.
در مفتش اعظم، تفسیر متفاوتی از روایت سه وسوسهٔ مسیح توسط شیطان می‌شود. مفتش اعظم خداناباور است و اعترافات او و تصویری که از مسیح ارائه ‌می‌دهد، نقشی محوری دارد. مفتش، بازگوکنندهٔ نظر نهایی داستایفسکی دربارهٔ مسیح است. این قضاوت بر مبنای دیدگاهی عمیق به طبیعت انسان شکل گرفته‌است: هیچ الهامی، انسان را فراتر از حدودش نمی‌برد. انسان هیچگاه نمی‌تواند «آزاد» باشد زیرا از زندگی سه انتظار بزرگ دارد و تنها در صورت برآوردن آنان قادر به بقا است. این سه نیاز (معجزه، راز و اقتدار) مانع از «آزادی» انسان است.
رنه ولک معتقد است مسیح استدلال مفتش اعظم را نمی‌پذیرد: او به تنها صورتی پاسخ می‌دهد که مذهب می‌تواند به خداناباوری پاسخ دهد؛ با سکوت و بخشش. مفتش با بوسهٔ آرام تکذیب می‌شود. بلافاصله پس از آن، آلیوشا ایوان را می‌بوسد، خداناباوری او را می‌بخشد و «طغیان» او را با شفقت پاسخ می‌دهد. ایوان این موضوع را درک می‌کند و شادمانه می‌گوید: «این، سرقت ادبی است. از شعر من آن را ربودی».
زوسیما جوهرهٔ دیدگاه‌های اجتماعی-اخلاقی خود داستایفسکی است، او تلاش کرد از طریق زوسیما نگرش جایگزینی نسبت به زندگی و مشکل رنج بشریت ارائه دهد. داستایفسکی راهبان روسی را کسانی می‌دانست که «تصویر مسیح را پاک و بی‌آلایش نگاه می‌دارند». دنیای مدرن «حکمرانی آزادی» و «تکثیر امیال» را اعلام کرده است، اما چنین وجود بی‌نظمی تنها می‌تواند به «انزوا و خودکشی معنوی» در میان ثروتمندان؛ و یا به حسادت و قتل در میان فقرا بینجامد. در دیدگاه داستایفسکی «آزادی» به معنای تسلط و سرکوب امیال خود بود و نه رهایی از تمامی محدودیت‌های برآورده کردن آنان.

## زمینه

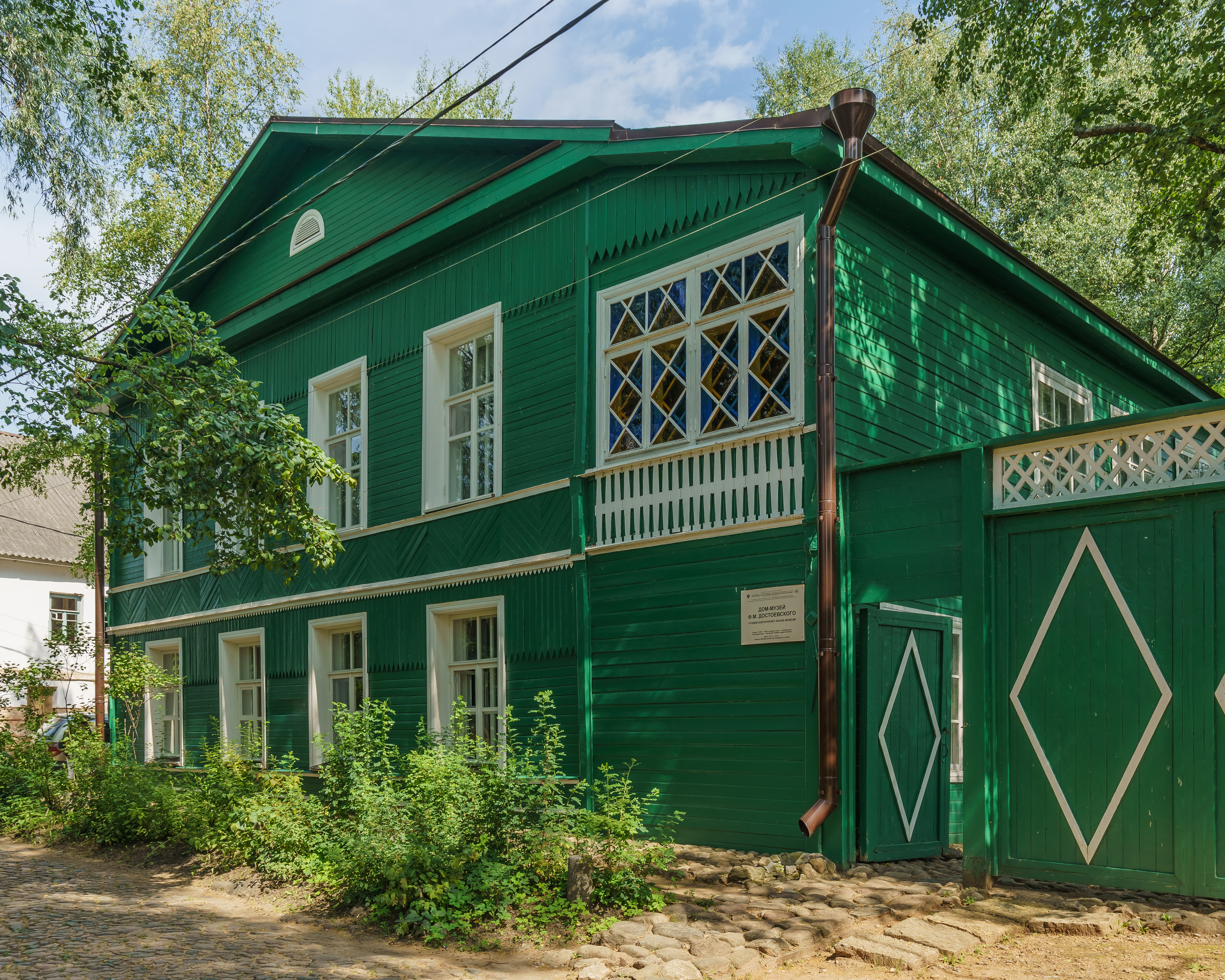
خانه داستایفسکی در استارایا روسا، مکانی که او «مفتش اعظم» را نوشت و امروز به موزه تبدیل شده است.

داستایفسکی برای نوشتن برادران کارامازوف سه سال زمان گذاشت، نخستین بخش آن در اول فوریه سال ۱۸۷۹ در پیام‌آور روسیه چاپ شد. در آوریل ۱۸۷۸، پسر سه ساله داستایفسکی به نام آلیوشا، در اثر حمله صرع درگذشته، سپس داستایفسکی به صومعه مشهوری در روسیه رفته بود. او یادداشت‌های منسجمی در مورد پیرنگ و تکنیک‌های روایی برادران کارامازوف از مدتها پیش آماده کرده بود. در آنان اثرگذاری فریدریش شیلر مشهود است، حضور تاثیر ژرژ ساند نیز دیده می‌شود. تاثیر مرگ آلیوشا در گفته‌های ایوان «رنج نالازم کودکان خردسال و دشواری آشتی با خواستهٔ خدا به دلیل عذابشان» و در مرکز زندگی و احساسات داستایفسکی قرار می‌گیرد.
در نوامبر ۱۸۷۸، دو کتاب نخست از رمان آماده شد و داستایفسکی برای چاپ آن به دیدار لیوبیموف در مسکو رفت.
زمانی که داستایفسکی قسمت کتاب ۵ از بخش ۲ را در برادران کارامازوف می‌نوشت در استارایا روسا اقامت گزید. این قسمت از رمان شامل طغیان ایوان کارامازوف علیه دنیایی که خدا ایجاد کرده‌ و افسانهٔ مفتش اعظم است. در این دوران، او بسیار فشرده کار می‌کرد. برای جلوگیری از سوء تفاهم‌هایی که ممکن است منجر به اعتراض و شاید سانسور شود، هر بخش را که برای سردبیر خود لیوبیموف ارسال می‌کرد، همراه با نامهٔ توضیحی بود. این نامه‌ها تفسیری از خود درباره اهداف ایدئولوژیک و هنری او ارائه می‌دهند که در مجموعه آثار او منحصر به فرد است.
اولین قسمت برادران کارامازوف در ۱ فوریه ۱۸۷۹ منتشر شد. چند روز پس از آن، ترور یکی از صاحب منصبان خارکوف صورت گرفت. در ماه مارس، رئیس پلیس مخفی که به تازگی منصوب شده بود در مرکز سنت پترزبورگ ترور شد. در ماه آوریل تزار در حالی که به قدم زدن صبحگاهی مشغول بود، هدف ترور ناموفق قرار گرفت. عامل ترور در ماه مِه به دار آویخته شد. در چنین فضای قتل و آشوبی بود که رمان داستایفسکی نوشته و خوانده شد.
در همین فضا بود که داستایفسکی و تورگنیف همراه با یکدیگر در جلسات قرائت و ضیافت‌ها شرکت کردند تا نمایندهٔ طرفین مناظرهٔ بزرگی باشند که در روح و قلب همهٔ روس‌های تحصیل‌کرده روی داد: از یک سو، تزاریسم استبدادی که نمی‌خواهد ذره‌ای از اقتدار خود کم کند و از سوی دیگر، اشتیاق به قانون اساسی لیبرال و غربگرا که امکان مشارکت بیشتر مردم در امور دولتی را فراهم کند.

## جایگاه در رمان
برادران کارامازوف بیانی کلاسیک از موضوعی است که از زمان یادداشت‌های زیرزمینی ذهن داستایفسکی را به خود مشغول کرده بود: ناسازگاری عقل و ایمان مسیحی. در زمان نوشتن برادران کارامازوف این ناسازگاری بیش از گذشته (نسبت به دهه۱۸۶۰) در مرکز فرهنگ روسیه قرار گرفته بود. داستایفسکی این فرصت را فراهم می‌دید که خواسته دیرینه خود را به اجرا درآورد و این تضاد را محور یک اثر اصلی قرار دهد. داستایفسکی پیش از آن، همین کار را با ماتریالیسم و فایده‌گرایی در یادداشت‌های زیرزمینی، با نیهیلیسم در جنایت و مکافات و با بی‌اخلاقی انقلابی باکونین در جن‌زدگان انجام داده بود. این تضاد در کتاب‌های ۵ و ۶ در جایگاه مرکز ایدئولوژیک رمان قرار می‌گیرد. این بخش شامل شورش ایوان بر خدای یهودی-مسیحی و در حمایت از انسان رنج‌کشیده است. در افسانه مفتش اعظم کیفرخواستی علیه خود مسیح بیان می‌شود به این دلیل که بار اراده آزاد بر نوع بشر بسیار سنگین‌تر از تحمل است. در پاسخ، موعظه زوسیما مبنی بر لزوم ایمان به خدا و جاودانگی به عنوان تنها تضمین عشق به همنوع  قرار دارد که خواسته مسیح است. این تعارض با عبارتهای کاملا مذهبی بیان می‌شود و در واقع، با مشکل دیرینه تئودیسه در ارتباط است که از زمان سفر ایوب در سنت غربی الهام‌بخش بوده است. این موضوع در سراسر رمان نیز دیده می‌شود.
داستایفسکی در یادداشتی پس از پایان کتاب نوشت که نه فقط موعظه زوسیما بلکه کل کتاب پاسخی به مفتش اعظم است. در سرآغاز، برادران کارامازوف به آنا داستایوسکایا تقدیم شده و پس از آن عبارتی از انجیل یوحنا آمده است. داستایفسکی در مقدمه‌ای که بر کتاب نوشته، قهرمان اصلی داستان را آلیوشا می‌داند. پس از ذکر این نکته که ممکن است به نظر برسد آلیوشا اصلا انسان بزرگی نیست و کار خاصی انجام نمی‌دهد، به این موضوع اشاره می‌کند که ادامه‌ای را در نظرش دارد. او رمان اول (برادران کارامازوف) را تنها یک لحظه از زندگی قهرمانش در جوانی می‌داند. او رمان دوم را کتاب اصلی و شامل کردار قهرمانش در زمانه فعلی می‌داند.
دو رویکرد اصلی به مفتش اعظم وجود دارد. گروهی این بخش از رمان را متنی مستقل یا مبنایی برای موعظه در نظر می‌گیرند. گروهی دیگر، تلاش می‌کند آن را در کتاب ادغامی مجدد کند. ولادیمیر نابوکوف روایت زوسیما را جزئی از داستان می‌داند که با حذفش نقصی در روایت ایجاد نمی‌شود بلکه برعکس به ساختار آن انسجام و تعادل بیشتری می‌دهد. در مقابل، مفتش اعظم را کلید راهیابی به دنیای داستایفسکی می‌دانند.
در برادران کارامازوف قتل فیودور کارامازوف، جنایتی همگانی تصویر می‌شود. ایوان به صورت‌های مختلف در این مسیر تاثیرگذار است (هر چند عملا اسمردیاکف است که قتل را انجام داده است). روایتگر با خم و معکوس کردن زمان به اثری توهم‌آور دست می‌یابد. در سرلوحهٔ کتاب، عبارتی از انجیل یوحنا آمده است: «آمین، آمین، به شما می‌گویم، اگر دانه گندم در خاک نیفتد و نمیرد، تنها می‌ماند؛ اما اگر بمیرد بارِ بسیار می‌آورد». تلقیح ایوان با بخشش، به واسطهٔ بوسیده شدنش توسط آلیوشا است که از مسیح در افسانه مفتش اعظم سرقت ادبی شده است. شیطان نمی‌تواند شک‌های ایوان را برطرف کند؛ تنها آنها را تشدید می‌کند؛ زیرا شیطان خود ایوان یا حداقل بخشی از او است. شیطان، خِرد ایوان است.

### کتاب ۵ تا ۶
دو بخش «شورش» ایوان و افسانه مفتش اعظم از جنبه ایدئولوژیکی اهمیت بسیار دارند. داستایفسکی را (در کنار نیچه) می‌توان نقطه اوج سنت رمانتیکی در نظر گرفت که معترض به خدا هستند و جانب انسانیت رنج‌دیده را می‌گیرند. بسط شخصیت ایوان در سه فصل (از جمله مفتش اعظم)، جایگاه نمادین او را افزایش می‌دهد. با وجود منطقی بودن ایوان (و آگاهی به بی‌معنا بودن زندگی)، او به زندگی عشق می‌ورزد. دیدار دوستانه دو برادر در پیش‌زمینه فصل ۳ قرار دارد و در آن روشن است که ایوان اعتقادی به خدا ندارد.

#### کتاب ۵

##### شورش

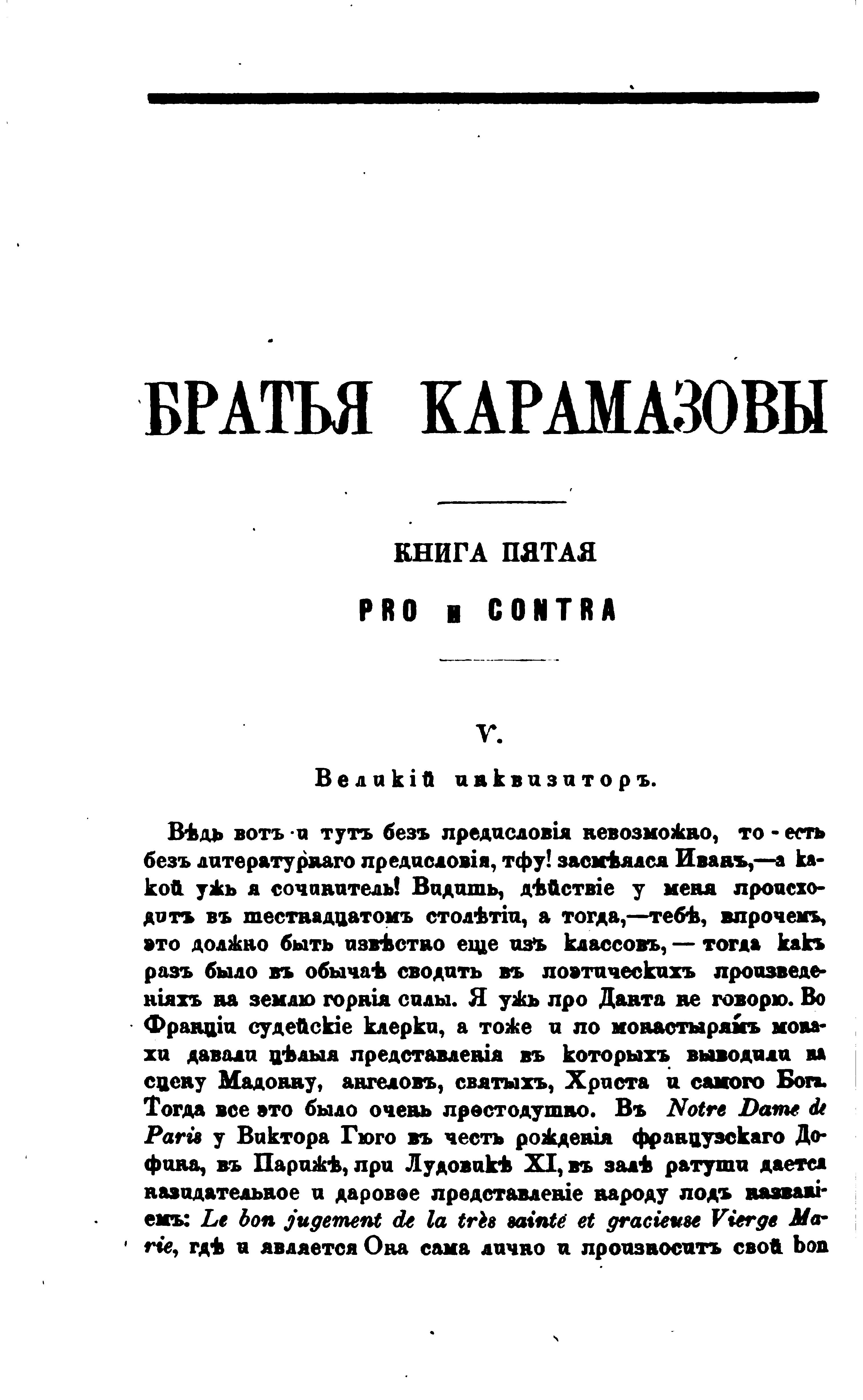
نخستین چاپ

دیدار دوستانهٔ دو برادر، پیش‌نمای فصل ۳ است. گفتگوی ایوان و آلیوشا پیش‌درآمد فصل «شورش» است که در آن حملهٔ قدرتمندی به خدا و جهانی که او خلق کرده است، می‌شود. در دیدگاه ایوان، احکام مسیحیت مبدل به وظیفه و اجبار می‌شود و در تضاد با طبیعت بشری قرار می‌گیرد. ایوان با بیان جزئیات کیفرخواستِ خدا، طوماری از جنایات را می‌گشاید که داستایفسکی از منابع گوناگون استخراج کرده است. تمرکز او بر شکنجه کودکان بی‌پناه و بی‌گناه، آلیوشا را کاملا مضطرب می‌کند. ایوان وجود این همه رنج و بدبختی در جهان را از نظر احساسی غیرقابل تحمل و از فکری غیرقابل درک می‌داند. ایوان «هماهنگی جهانی» در آینده را رد می‌کند و ناعادلانه می‌داند. شدت درگیر بودن ایوان در میان عدالت انتقام‌جویانه «عقلانی» از یک سو، و تعالی بخشش جهانی از سوی دیگر، با تاکید داستایفسکی آشکار می‌شود. ایوان موقتا موفق می‌شود در ایمان آلیوشا خلل وارد کند.

##### افسانه
در مونولوگ ایوان، جهانی که خدا آفریده است با همان اخلاقیاتی رد می‌شود که مسیح به جهان آورده است: عشق و شفقت. آلیوشا در پاسخ به چالش ایوان، «فراموش کردن» مسیح را یادآوری می‌کند. ایوان در مقابل، شعر منثوری را بیان می‌کند که خود سروده است. افسانه مفتش اعظم روایتی در سه سطح است: داستایفسکی نویسنده، روایتگر خیالی و خود ایوان. به عنوان مقدمه، ایوان به بررسی مختصر سایر شعرهای مشابه می‌پردازد. شعر ایوان در قرن شانزدهم و در اسپانیا روی می‌دهد. در سیاه‌ترین روزهای تفتیش عقاید، مسیح دوباره ظاهر می‌شود. روز گذشته در سویل یکصد مرتد سوزانده شده‌اند. همه مردمان با شگفتی او را می‌شناسند. او نابینایی را بینا می‌کند و دختری را مرده است به زندگی برمی‌گرداند. مفتش اعظم دستور بازداشت و زندانی کردن او را می‌دهد. در طول مواجهه این دو، مسیح حتی یک کلمه نمی‌گوید. مونولوگ مفتش اعظم مابین متهم کردن مسیح و تبرئه خود در نوسان است. مفتش در تلاش است کار مسیح را «تصحیح» کند. او با آشکار کردن منشا بدبختی بشریت این کار را انجام می‌دهد: بار اراده آزاد.

###### وسوسه مسیح
روایت او برداشتی آزاد از سه وسوسه مسیح است. در این متن مقدس روایت شده که مسیح چهل روز را در بیابان گذراند و شیطان او را وسوسه کرد. در واقع، زمانی که مفتش اعظم سه پرسش را بازگو می‌کند، بی‌شک دیدگاه خود داستایفسکی در آن حضور دارد. مفتش می‌پرسد «چرا مسیح با دست خالی و با وعده آزادی آمده» در حالی که می‌توانست با معجزه «این سنگها را در بیابانی خشک و بایر» به نان مبدل کند؟ در وسوسه اول، شیطان می‌گوید «آنان را به نان تبدیل کن و بشر چون گله‌ای شکرگزار و فرمانبردار در پی تو خواهد بود». مسیح نمی‌پذیرد. داستایفسکی معتقد بود این امکان وجود دارد که اتحاد کلیسای کاتولیک و سوسیالیسم منجر به انقلابی شود که غرب را نابود خواهد کرد. در دیدگاه داستایفسکی هر دو به وسوسه اول مسیح تن در داده بودند (با طرد آزادی وجدان) و در نتیجه همسان بودند.
وسوسه دوم در مورد این موضوع دینی است که آیا بشریت قدرت اخلاقی آن را دارد تا دارای آزادی اعلام‌شده توسط مسیح باشد؟ انسان تنها با نان زنده باقی نمی‌ماند؛ اما مسیح از فرمان بردن بر وجدان بشریت امتناع و در نتیجه آرامش یقین و اطاعت را از او سلب کرد. «فراموش کردی انسان آرامش، و حتی مرگ، را به آزادی انتخاب در آگاهی به خوب و بد ترجیح می‌دهد؟ هیچ چیز برای انسان فریبنده‌تر از آزادی وجدان او نیست اما هیچ چیز منشا بزرگتری برای رنج او نیست.» مسیح برای تضمین چنین آزادی‌ای برای بشر، وسوسه دوم را رد کرده بود.
در پایان، مسیح از وسوسه سوم نیز رویگردان شد: به دست گرفتن قدرت بر «تمامی پادشاهی‌های زمین». بنابراین، مسیح «هر سه قدرتی را که قادر به تسخیر و برای همیشه در اسارت نگه داشتن وجدان شورشیان ناتوان برای خوشبختی خود آنان است» را رد کرده بود: «این نیروها معجزه، راز و اقتدار هستند». برای درک هدف داستایفسکی باید به این موضوع توجه کرد که زبان و تصویرسازی مفتش اعظم از مکاشفه یوحنا برخواسته و با «پیامبر دروغین» در ارتباط است.
با ادامه خیره شدن در سکوتِ مسیح، مفتش اعظم اعتراف می‌کند «ما همراه با تو نیستیم، با او همراهیم — راز ما این است». کلیسای کاتولیک وسوسه سوم را پذیرفته است. افسانه توسط ایوان خلق شده است و در واقع مبارزه عقل و ایمان در خودآگاهی وی است. آلیوشا می‌گوید «شعر تو در ستایش مسیح است، نه در سرزنش او»، این برداشت آلیوشا را می‌توان برداشت خود داستایفسکی دانست. ایوان در اینجا پاسخی نمی‌دهد اما در ادامه که آلیوشا اتهام بردگی جهانی را وارد می‌کند، اتهام تقلیل‌دهنده را رد می‌کند. مفتش اعظم در درون خود کشمکش دارد، او به مسیح پسر اعتقاد دارد اما دیگر به خدای پدر معتقد نیست. ایوان در پایان روایت، خاتمه‌ای را طرح می‌کند: سکوت ممتد زندانی بر زندانبان سنگینی می‌کند اما «او» (مسیح) در سکوت به مرد پیر نزدیک می‌شود و بر لب‌های بی‌خون و فرتوت او بوسه می‌زند. مفتش اعظم بر خود می‌لرزد و در سلول را باز می‌کند. «برو و هرگز و هرگز برنگرد». ایوان می‌گوید «بوسه در قلب مفتش تنها درخشید اما به ایده‌اش پایبند ماند». آلیوشا درمی‌یابد که همین سخن آخر برای خود ایوان قابل اطلاق است و در واقع ایوان پس از دست کشیدن از ایمان به خدا و جاودانگی، بر سر دو راهی ایده‌آل مسیحیت و ایده «همه چیز مجاز است» قرار دارد. در پاسخ به پرسش آلیوشا «چگونه زندگی خواهی کرد؟ با چنین جهنمی در دل و در سر، چگونه می‌توانی؟» ایوان «شورش» خود را دوباره تکرار می‌کند و می‌گوید تا سی سالگی زندگی خواهد کرد و پس از آن جام را بر زمین می‌زند.
در پایان گفتگوی آن دو، ایوان زمانی که آلیوشا در سکوت به او نگاه می‌کند با افسوس می‌گوید «می‌دانم در قلبت جایی ندارم». آلیوشا بر لب‌های ایوان بوسه می‌زند و ایوان شادمانه به او اتهام سرقت ادبی می‌زند. داستایفسکی نمی‌خواهد داستان با همدردی با ایوان به پایان برسد، در ادامه ایوان به برادرش می‌گوید «و اکنون تو به دست راست خواهی رفت و من به دست چپ». آلیوشا متوجه می‌شود ایوان به هنگام راه رفتن در حال نوسان است و شانه راستش پایین تر از شانه چپ او قرار دارد. به طور سنتی، شیطان با سمت چپ مربوط است. پس روایتگر در اینجا ایوان را با روح خوفناکی مربوط می‌کند که در افسانه مفتش اعظم به طرزی تاییدبرانگیز به تصویر کشیده شد.

#### کتاب ۶
شورش ایوان و افسانه در میان دو دیدار با اسمردیاکف قرار دارند. کتاب ۶ «راهب روسی» روایت زندگی و آموزه‌های زوسیما است. زوسیما جوهرهٔ دیدگاه‌های اجتماعی-اخلاقی خود داستایفسکی است و شرح زندگی او نقش مهمی در ساختار رمان دارد. داستایفسکی تلاش کرد از طریق زوسیما نگرش جایگزینی نسبت به زندگی و مشکل رنج بشریت ارائه دهد — نگرش پذیرش آرام سرنوشت انسانی که برخاسته از اعتقاد به رحمت همه‌جانبه خدای مهربان است. منتقدان نظر خیلی مساعدی به کتاب ۶ نداشته‌اند؛ زیرا آن را پاسخی مستقیم به افسانه مفتش اعظم یافته‌اند. مفسران توجه کافی به این سخن داستایفسکی نکرده‌اند که «همهٔ رمان پاسخی» به ایوان و افسانه است.
داستان‌های کتاب ۶ به سبکی خاص روایت می‌شوند. نخستین، داستان برادر بزرگتر زوسیما است که جزئیات سالهای اولیه زندگی زوسیما را روشن می‌کند. تاثیر سفر ایوب بر او در این بخش آمده است. نخستین داستان با آلیوشا و دومین داستان با دیمیتری مرتبط است. در این داستان، زوسیما در دوئلی شرکت اما از آتش کردن خودداری می‌کند. داستان سوم «مهمان مرموز» با ایوان در ارتباط است. هر سه داستان زوسیما، تنها روایت زندگی او نیست بلکه دربارهٔ سه برادران کارامازوف نیز است. هر داستان مسیرهایی را نشان می‌دهد که همه (از جمله ایوان) در باقیماندهٔ کتاب برای رد افسانه مفتش اعظم او طی خواهند کرد.
پس از روایت‌های زوسیما فصل «مکالمات و پندها» قرار دارد که در آن داستایفسکی به برخی از ایده‌های محبوب در نزد خود پرداخته است. از رهبانیت و راهبان روسی در برابر منتقدان متعددشان دفاع می‌شود. داستایفسکی راهبان روسی را کسانی می‌دانست که «تصویر مسیح را پاک و بی‌آلایش نگاه می‌دارند». دنیای مدرن «حکمرانی آزادی» و «تکثیر امیال» را اعلام کرده است، اما چنین وجود بی‌نظمی تنها می‌تواند به «انزوا و خودکشی معنوی» در میان ثروتمندان؛ و یا به حسادت و قتل در میان فقرا بینجامد. به آنها حقوقشان داده شده اما ابزار برآورده کردن خواسته‌هایشان نشان داده نشده است.
زوسیما تضاد مابین زندگی این جهانی، که همه چیز را فدای خواسته‌های روزافزون خود می‌کند، و رژیم راهبان، که تشکیل‌شده از «اطاعت، روزه و نماز» است، را نشان می‌دهد. در دیدگاه داستایفسکی «آزادی» به معنای تسلط و سرکوب امیال خود بود و نه رهایی از تمامی محدودیت‌های برآورده کردن آنان. چنین زندگی‌ای همراه با کنترل بر خود برای او تنها «راه حقیقی و واقعی آزادی» بود.

## روایت

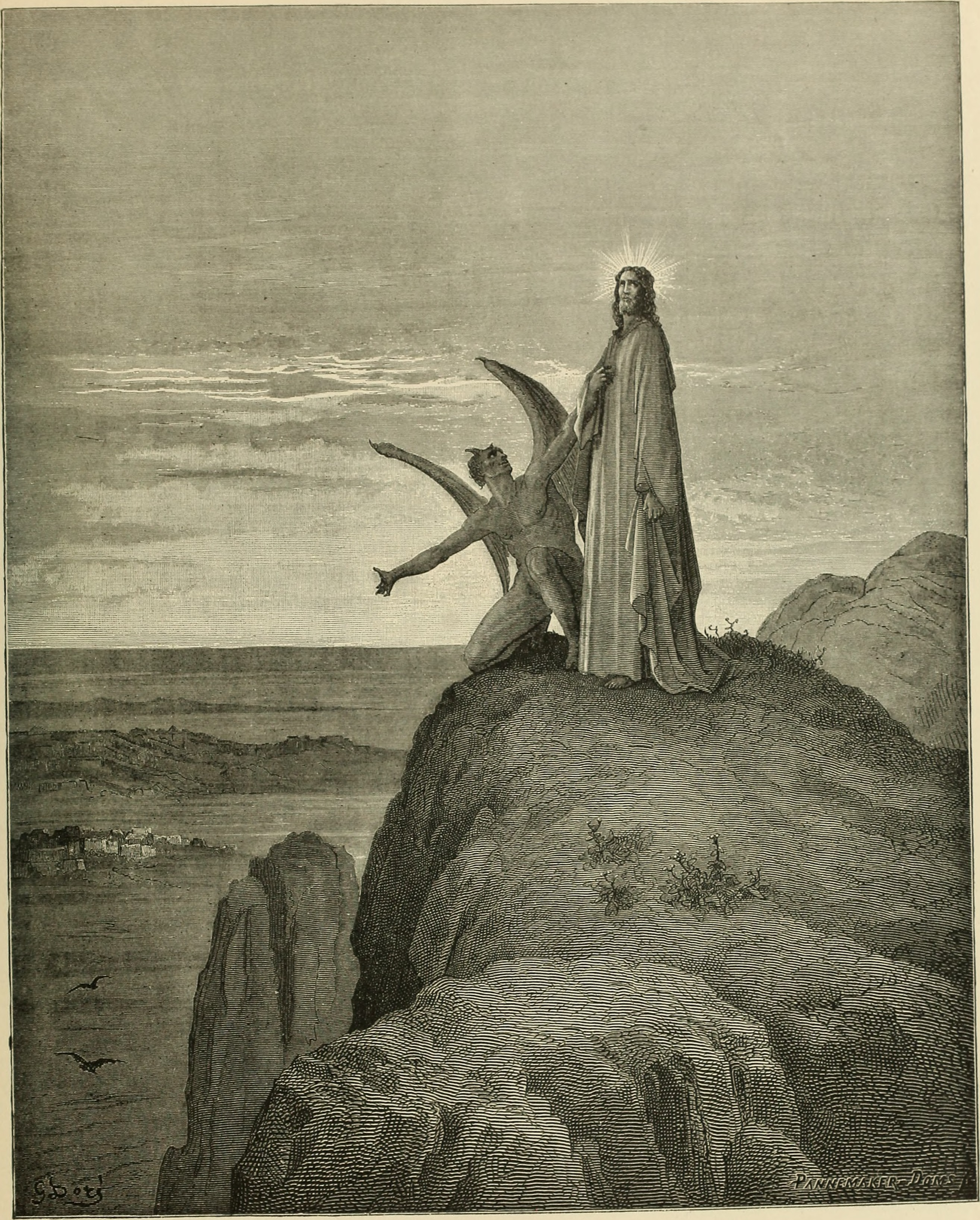
وسوسه مسیح، در «مفتش اعظم» تفسیر متفاوتی از این روایت می‌شود.

داستان در سدهٔ پانزدهم میلادی و در زمان رواج تفتیش عقاید و سوزاندن مشرکان روایت می‌شود. مسیح، دیگر بار در شهر سویل در اسپانیا ظهور می‌کند، مردم او را به جا می‌آورند. او از میان جمعیت عبور می‌کند، نابینایی را شفا می‌دهد، دختربچه مرده‌ای را زنده می‌کند. مفتش اعظم، که پیرمردی نود ساله است، به نگهبانان دستور می‌دهد تا او را دستگیر کنند و به زندان بیندازند. شب هنگام، مفتش به دیدار مسیح می‌رود و با او مونولوگی برقرار می‌کند. مفتش به مسیح می‌گوید: «حق نداری بر آنچه تاکنون گفته‌ای چیزی بیفزایی»، «ما به موعظه تو نیازی نداریم» و درنهایت «من تو را محکوم خواهم کرد و مانند منفورترین مرتد تو را خواهم سوزاند و خودت خواهی دید همین مردمی که امروز به پاهای تو بوسه می‌زدند، چگونه فردا هیزم به آتشت خواهند افکند…»
مفتش اعظم را می‌توان برابر با ایوان در نظر گرفت. ایوان ذهن متفکرِ انسان انقلابی است. مفتش، بازگوکنندهٔ نظر نهایی داستایفسکی دربارهٔ مسیح است. این قضاوت بر مبنای دیدگاهی عمیق به طبیعت انسان شکل گرفته‌است: هیچ الهامی، انسان را فراتر از حدودش نمی‌برد. به بیان مفتش اعظم این محدودیت‌ها شامل سه مورد هستند. انسان هیچگاه نمی‌تواند «آزاد» باشد زیرا از زندگی سه انتظار بزرگ دارد و تنها در صورت برآوردن آنان قادر به بقا است. یک: نیاز به نان، و نه فقط در جایگاه غذا بلکه به صورت معجزه و از دستان خدا. دو: نیاز به راز، حس معجزه در زندگی. سه: نیاز به تعظیم، شخصی که همهٔ انسان‌ها باید به او تعظیم کنند. این سه نیاز (معجزه، راز و اقتدار) مانع از «آزادی» انسان است.
مفتش اعظم طبیعت بشر را به این شکل خلاصه می‌کند. بی‌کفایتی مسیح در این حقیقت نهفته‌است که مسیحیت برای انسان بسیار دشوار است. تنها چند قدیس و قهرمان می‌توانند به آن دست یابند. سایر انسان‌ها مانند اسبی که به بار بسته شده باشد توانایی کشیدن را ندارند. مسیحیت ایده‌آل اما ناممکن است؛ بنابراین، بعضی از همان انسان‌های بزرگ، مانند مفتش اعظم، به روح بزرگ دیگر (شیطان) روی و کلیسا و دولت را پدید آوردند. از نظر مفتش اعظم برای آنکه زندگی اصلاً امکان‌پذیر باشد، باید به انسان با مدارای بیشتری عشق ورزید. مسیح به انسان عشق می‌ورزید اما نه به انسانی که وجود دارد بلکه به انسانی که باید باشد. مسیح انسان را آزاد و نامحدود می‌دانست. مفتش اعظم، انسان را به همان گونه‌ای که هست و با همهٔ محدودیت‌هایش، دوست دارد. او عشق خود را، مشفقانه‌تر می‌داند.
مسیح سه پیشنهاد را از روی غرور و ترس رد کرد. او می‌خواست «فراتر» از همهٔ اینها باشد. اما امروز دریافته‌ایم هیچ انسانی حتی مسیح، نمی‌تواند فراتر از معجزه، راز و اقتدار باشد.

## شخصیت‌ها
ایوان کارامازوف: دومین پسر در میان برادران کارامازوف است. دانشجویی با استعداد که برای هر رویدادی در جهان به دنبال توضیحی منطقی است. در نتیجه، شک در دین وجودش را فرا می‌گیرد و نمی‌تواند ایدهٔ رنج را با ایدهٔ یک خدای مهربان آشتی دهد. پس از بحث و جدل‌های شدیدش دربارهٔ خدای بدنهادی که منجر به کشته شدن پدرش شده، ایوان دیوانه می‌شود.
آلیوشا کارامازوف: قهرمان اصلی رمان برادران کارامازوف و جوان‌ترین برادر است. آرام و عاقل، آلیوشا در مقابل پدر خشن و مبتذلش است. او تصمیم می‌گیرد به گروهی مذهبی بپیوندد و به صومعه برود. در آنجا او شاگرد زوسیما خواهد بود.

## نامه‌های لیوبیموف

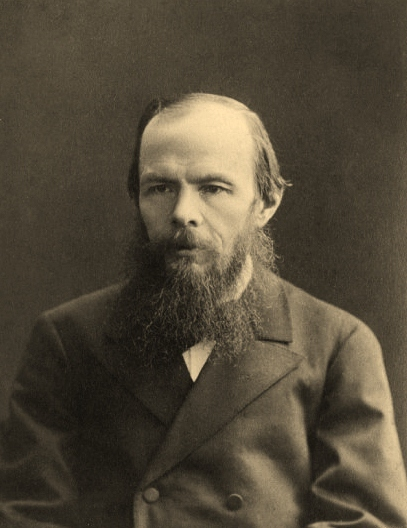
داستایفسکی در سال ۱۸۷۹

نامه‌های داستایفسکی به لیوبیموف، هدف اصلی برادران کارامازوف را توضیح می‌دهد. نامه‌های مربوط به رمان، منعکس‌کنندهٔ سیر تحول رمان، توسعهٔ ساختار آن در طی فرایند تصنیف و دغدغهٔ داستایفسکی برای ارائه دیدگاه خود به اندازهٔ کافی هم در خطوط اصلی و هم در جزئیات متن هستند. آنها جدا از اهمیتی که برای مطالعه خود رمان دارند، تصویری شخصی از درگیری یک هنرمند با آثارش را ارائه می دهند. آنها همچنین به اهمیت مسائل صرفاً ادبی در رمانی توجه می‌کنند که غالباً تنها به‌عنوان پایه‌ای برای تعمیم‌های آخرالزمانی در مورد هستی، داستایوفسکی، انسان، دین و غیره مورد استفاده قرار گرفته است.
در ۷ مه، داستایفسکی نیمه اول کتاب ۵ را برای سردبیرش فرستاد. او قصد خود را چنین توصیف می‌کند: «به تصویر کشیدن نهایت کفرگویی و بذر اندیشهٔ ویرانی در زمان ما در روسیه در میان جوانانِ ریشه‌کن‌شده از واقعیت، و همراه با کفرگویی و هرج‌ومرج — رد کردن آنها که اکنون در حال آماده کردنش با آخرین سخنان زوسیمای بزرگِ در حال مرگ هستم». او این اعتقادات ایوان را چنین توصیف می‌کند: «به عنوان ترکیبی از آنارشیسم معاصر روسیه. طرد خدا نیست، بلکه طرد معنایِ خلقت اوست. تمامیت سوسیالیسم از انکار معنای واقعیت تاریخی سرچشمه گرفته و با این انکار آغاز شده و به برنامهٔ ویرانی و آنارشیسم ختم شده‌است».
داستایفسکی در همین نامه ادامه می‌دهد: «قهرمانانم موضوعی را مطرح می‌کنند که به نظر من انکار ناپذیر است — بی‌معنا بودن رنج کودکان — و از آن، چرندیِ تمام واقعیت‌های تاریخی ناشی می‌شود.» عقل یا عقلانیت نمی‌تواند با بی‌معنایی چنین رنجی کنار بیاید و زوسیما تنها با طفرهٔ ایمان داشتن به خیر و رحمت نهایی خداوند به آن پاسخ خواهد داد.
او سعی می‌کند درباره واقعی (و نه فانتزی) بودن شخصیت‌هایش اطمینان خاطر ایجاد کند تا از اتهامات همیشگی پیشگیری کرده باشد: «همه آنها با واقعیت پشتیبانی می‌شوند و بنابراین به دقت تمیز داده شده‌اند. پوبدونوستسف درباره دو یا سه مورد آنارشیست دستگیر شده به من گفته است که به طرز شگفت انگیزی شبیه مواردی بودند که من به تصویر کشیده بودم.» تمام شکنجه‌هایی که داستایفسکی از طریق سخنان تب‌آلود ایوان به تصویر می‌کشد، از گزارش‌های روزنامه‌ها یا از منابع تاریخی گرفته شده بود و او آماده بود مرجع دقیق آنها را ارائه دهد. او همچنین به سردبیر اطمینان می‌دهد که صفحاتش حاوی حتی «یک کلمه ناشایست» نیست، اما نگران است که برخی از جزئیات نرم‌تر شود. او «خواهش و تمنا» می‌کند تا عبارت‌های به کار رفته برای توصیف مجازاتی که بر یک دختر اعمال شده («شکنجه‌گرانی که او را بزرگ می‌کنند، او را به مدفوع آغشته می‌کنند زیرا در شب نمی‌تواند از آنها بخواهد که به دستشویی برود.») حذف نشود. «نباید آن را نرم کنید... خیلی خیلی ناراحت‌کننده خواهد بود! ما برای بچه های ده ساله نمی نویسیم» (واژگان فوق تغییری نکردند).
سپس، داستایفسکی به موضوعی بزرگ‌تر روی می‌آورد و به سردبیر اطمینان می‌دهد که «کفرگویی قهرمان داستان من... در شماره بعدی (ژوئن) به طور جدی رد خواهد شد؛ من اکنون با ترس، بیم و احترام روی آن کار می‌کنم، زیرا وظیفه خود (تار و مار کردن آنارشیسم) را یک شاهکار مدنی می‌دانم.»
در میانه ماه ژوئن، داستایفسکی «مفتش اعظم» را همراه با تفسیری برای لیوبیموف فرستاد. «این پایان‌بخش کفرگویی است که یک نفی‌کننده معاصر بیان می‌کند. یکی از سرسخت‌ترین‌ها از چیزی که شیطان می‌گوید، اعلام حمایت می‌کند و معتقد است برای خوشبختی انسان‌ها، سخنان شیطان از سخنان مسیح حقیقی‌تر است. برای سوسیالیسم در روسیه (که احمقانه اما چون حمایت نسل جوان را با خود دارد، خطرناک است) درس می‌تواند این باشد: نان روزانه، برج بابل (پادشاهی آینده سوسیالیسم) و بردگی کاملِ آزادیِ وجدان. هدف غایی این خداناباور و منکر مستاصل همین است. تفاوت در این است که سوسیالیست‌ها (تنها شامل تفاله‌های نیهیلیست نمی‌شوند) یسوعی‌های آگاه و دروغگو هستند که اعتراف نمی‌کنند بتشان شامل خشونت به وجدان انسان و نازل کردن انسان به گله گاو است. سوسیالیست من (ایوان کارامازوف) اما فردی صادق است که موافق بودن خود با نظر مفتش اعظم را در مورد انسان می‌پذیرد و ایمان مسیح را قرار دادن انسان در جایگاهی بسیار بالاتر از آن که حقیقتا هست، می‌داند. پرسش به جسورانه‌ترین شکل مطرح می‌شود: آیا انسان‌ها را تحقیر یا ستایش می‌کنی؟ برای آنها همه اینها، به اسم عشق به انسانیت انجام می‌شود. آنها ادعا می‌کنند شریعت مسیح سنگین و انتزاعی‌تر از آن است که انسان‌های ضعیف تحمل آن را داشته باشند و به جای قانون آزادی و روشنگری، قانون زنجیر و بردگی از طریق نان را به آنها پیشنهاد می‌کنند.»

## تحلیل

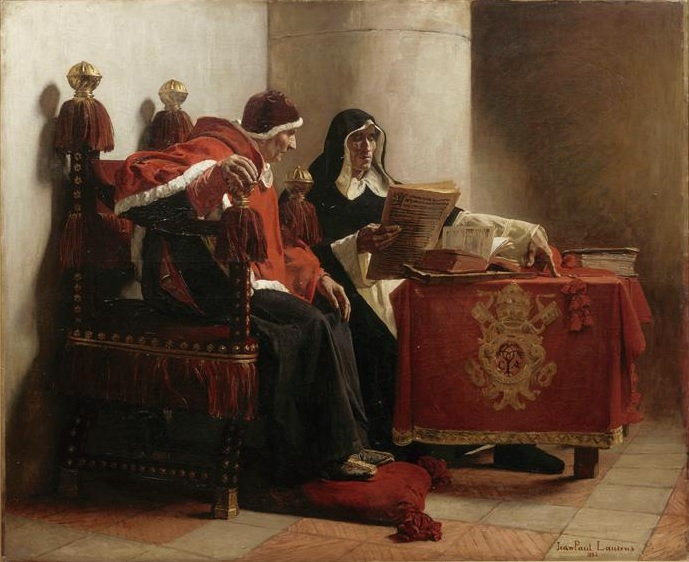
پاپ و تفتیش عقاید، اثر ژان-پل لورنس

#### رنج

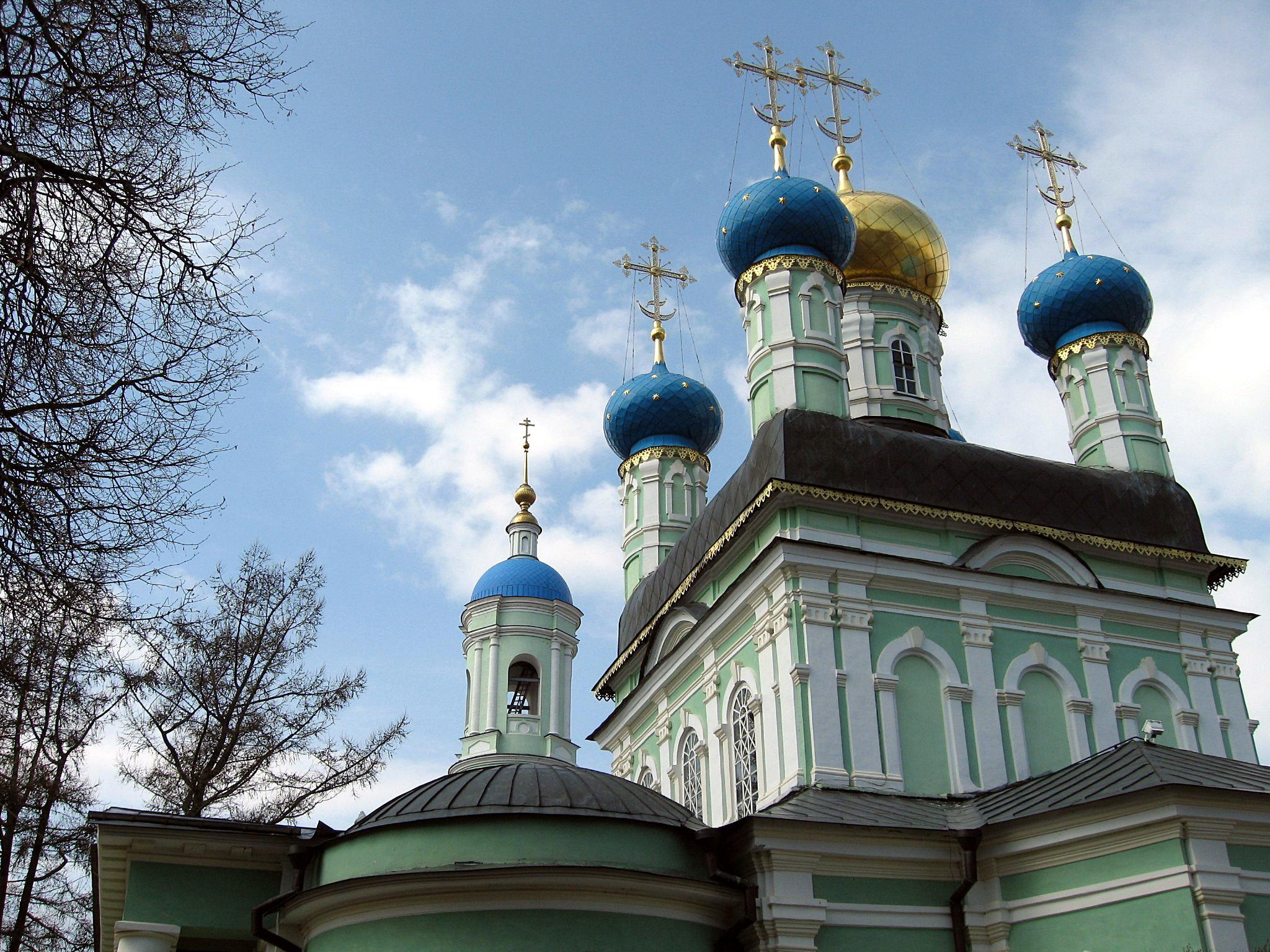
صومعه اپتینا یک مرکز معنوی برای روسیه در قرن نوزدهم و الهام‌بخش بسیاری از جنبه‌های برادران کارامازوف بود.